# Hoekstraat
De Hoekstraat is een straat in de binnenstad van Groningen. De straat loopt tussen het Gasthuisstraatje en de Oude Kijk in 't Jatstraat. Ten oosten van de Kijk in 't Jat gaat de straat over in de Muurstraat, ten westen van de Gasthuisstraat in de Vischhoek. Opvallendste panden in de straat zijn drie pakhuizen die alle drie rijksmonument zijn. De straat maakte tot 2016 deel uit van oudste hoerenbuurt van de stad. Na jaren actie vanuit de buurt werden alle prostitutiepanden per 1 januari 2016 gesloten. 
De straat is een deel van een ring van straten die aan de binnenzijde van de oudste stadsomwalling liggen, die ooit allemaal bekendstonden als Achter de Muur. 

## Monumenten
De straat telt vier rijksmonumenten, en vijf gemeentelijke monumenten die allen aan de noordzijde van de straat staan.
| Adres                | Beschrijving | Monument  | Foto                           |
| -------------------- | --- | --------- | ------------------------------ |
| Hoekstraat 14        | Tweelaags huis, bouwgeschiedenis gaat ws terug tot 15e eeuw, grotendeels vernieuwd in 18e eeuw, trijshuisje met hijsbalk. | GM 102342 |                                |
| Hoekstraat 27        | Koetshuis van het pand Noorderhaven 34                                                                                    | RM 18505  | Hoekstraat 27, Groningen       |
| Hoekstraat 29        | Achterhuis van Noorderhaven 38                                                                                            | GM 102825 |                                |
| Hoekstraat 33 rechts | Pakhuis, eind 18e, begin 19e eeuw, trijshuisje met hijsbalk                                                               | GM 108684 |                                |
| Hoekstraat 33 links  | tweelaags pand met zadeldak, dwarsvleugel. Waarschijnlijk 17e, begin 18e eeuw.                                            | GM 102334 |                                |
| Hoekstraat 35        | Achterhuis van pand Noorderhaven 48                                                                                       | RM 18598  |                                |
| Hoekstraat 37        | Tweelaags dwarshuis, begane grond 16e of 17e eeuw, in de verdieping gevelsteentje uit 1869                                | GM 102336 |                                |
| Hoekstraat 42        | Pakhuis Hamburg | RM 18506  | Hoekstraat 42, Groningen       |
| Hoekstraat 44        | Pakhuis Amsterdam, gevelsteen uit 1731                                                                                    | RM 18507  | Hardewikerstraat 19, Groningen |

Achter de Muur · 
Akerkhof · 
Akerkstraat · 
Broerstraat · 
Brugstraat ·
Bruine Ruiterstraat ·
Burchtstraat · 
Butjesstraat ·
Carolieweg ·
Coehoornsingel · 
Donkersgang · 
Driften · 
Emmaplein · 
Folkingestraat · 
Folkingedwarsstraat ·
Ganzevoortsingel · 
Gasthuisstraatje ·
Gedempte Kattendiep ·
Gedempte Zuiderdiep ·
Gelkingestraat ·
Grote Kromme Elleboog ·
Grote Markt ·
Guldenstraat ·
Guyotplein ·
Haddingestraat ·
Haddingedwarsstraat ·
Hardewikerstraat ·
Hereplein · 
Herebinnensingel ·
Heresingel ·
Herestraat ·
Hoekstraat ·
Hofstraat ·
Hoge der A ·
Hoogstraatje ·
Jacobijnerstraat ·
Kleine der A ·
Kattenhage ·
Kleine Kromme Elleboog ·
't Klooster ·
Kostersgang ·
Koude Gat ·
Kreupelstraat ·
Kwinkenplein ·
De Laan ·
Lage der A ·
Lopende Diep ·
Lutkenieuwstraat ·
Marktstraat ·
Martinikerkhof ·
Munnekeholm ·
Muurstraat ·
Naberstraat ·
Nieuwe Boteringestraat ·
Nieuwe Ebbingestraat ·
Nieuwe Kerkhof ·
Nieuwe Kijk in 't Jatstraat ·
Nieuwe Markt ·
Nieuwstad ·
Noorderhaven ·
Oosterstraat ·
Ossenmarkt ·
Oude Boteringestraat ·
Oude Ebbingestraat ·
Oude Kijk in 't Jatstraat ·
Papengang ·
Pausgang · 
Pelsterstraat ·
Peperstraat ·
Poelestraat ·
Praediniussingel ·
Rademarkt ·
Radesingel ·
Reitemakersrijge ·
Rode Weeshuisstraat ·
Schoolstraat · 
Schoolholm · 
Schuitemakersstraat ·
Schuitendiep · 
Sieboldsgang · 
Singelstraat · 
Sint Jansstraat ·
Sint Walburgstraat ·
Spilsluizen ·
Stationsstraat ·
Steentilstraat ·
Stoeldraaierstraat · 
Torenstraat · 
Turfstraat ·
Turfsingel ·
Turftorenstraat ·
Ubbo Emmiussingel ·
Vismarkt ·
Visserstraat ·
Waagstraat ·
Zoutstraat ·
Zwanestraat